# Museo marítimo de Pakistán
El Museo marítimo de Pakistán (en urdu: پاک بحریہ متحف ) es un museo naval y un parque situado cerca de PNS Karsaz en la carretera Ebrahim Habib Rehmatoola (carretera Karsaz) en la ciudad de Karachi, en el país asiático de Pakistán.
El edificio principal del museo se encuentra dentro de un parque de 28 acres. Consta de seis salas y un auditorio. El museo está basado en los conceptos modernos de la presentación y la educación interactiva. Diferentes objetos del patrimonio marítimo y naval se han incorporado a través de dioramas, esculturas atractivas, murales y pinturas en miniatura, hay además computadoras de pantalla táctil, taxidermia y armas antiguas.